# Комо (Вісконсин)
Комо (англ. Como) — переписна місцевість (CDP) в США, в окрузі Волворт штату Вісконсин. Населення — 2356 осіб (2020).

## Географія
Комо розташоване за координатами 42°36′51″ пн. ш. 88°30′18″ зх. д. / 42.61417° пн. ш. 88.50500° зх. д. (42.614250, -88.505124).  За даними Бюро перепису населення США в 2010 році переписна місцевість мала площу 10,83 км², з яких 9,30 км² — суходіл та 1,53 км² — водойми.

## Демографія
Згідно з переписом 2010 року, у переписній місцевості мешкала 2631 особа в 1069 домогосподарствах у складі 708 родин. Густота населення становила 243 особи/км².  Було 1631 помешкання (151/км²).
Расовий склад населення:
| - 91,9 % — білих - 2,0 % — азіатів - 0,6 % — чорних або афроамериканців - 0,2 % — вихідців з тихоокеанських островів - 0,2 % — корінних американців - 3,8 % — осіб інших рас |

До двох чи більше рас належало 1,3 %. Частка іспаномовних становила 10,3 % від усіх жителів.
За віковим діапазоном населення розподілялося таким чином: 22,6 % — особи молодші 18 років, 62,7 % — особи у віці 18—64 років, 14,7 % — особи у віці 65 років та старші. Медіана віку мешканця становила 43,3 року. На 100 осіб жіночої статі у переписній місцевості припадало 103,2 чоловіків;  на 100 жінок у віці від 18 років та старших — 101,3 чоловіків також старших 18 років.
Середній дохід на одне домашнє господарство  становив 85 561 долар США (медіана — 58 824), а середній дохід на одну сім'ю — 101 442 долари (медіана — 75 541). Медіана доходів становила 44 095 доларів для чоловіків та 40 690 доларів для жінок. За межею бідності перебувало 6,5 % осіб, у тому числі 3,8 % дітей у віці до 18 років та 9,4 % осіб у віці 65 років та старших.
Цивільне працевлаштоване населення становило 1222 особи. Основні галузі зайнятості: освіта, охорона здоров'я та соціальна допомога — 27,7 %, виробництво — 17,1 %, роздрібна торгівля — 15,0 %.